# Helene (satélite)
Helene, também conhecido como Saturno XII ou Dione B, é um satélite natural de Saturno. Foi descoberto por Pierre Laques e Jean Lecacheux em 1980, em observações terrestres feitas no Observatório Pic du Midi, e recebeu a designação provisória S/1980 S 6. Em 1988 foi nomeado oficialmente a partir de Helena de Troia, que foi a neta de Cronos (Saturno) na mitologia grega. Helene é co-orbital com Dione e está localizado em seu ponto de Lagrange L4.